# 保木薬師堂

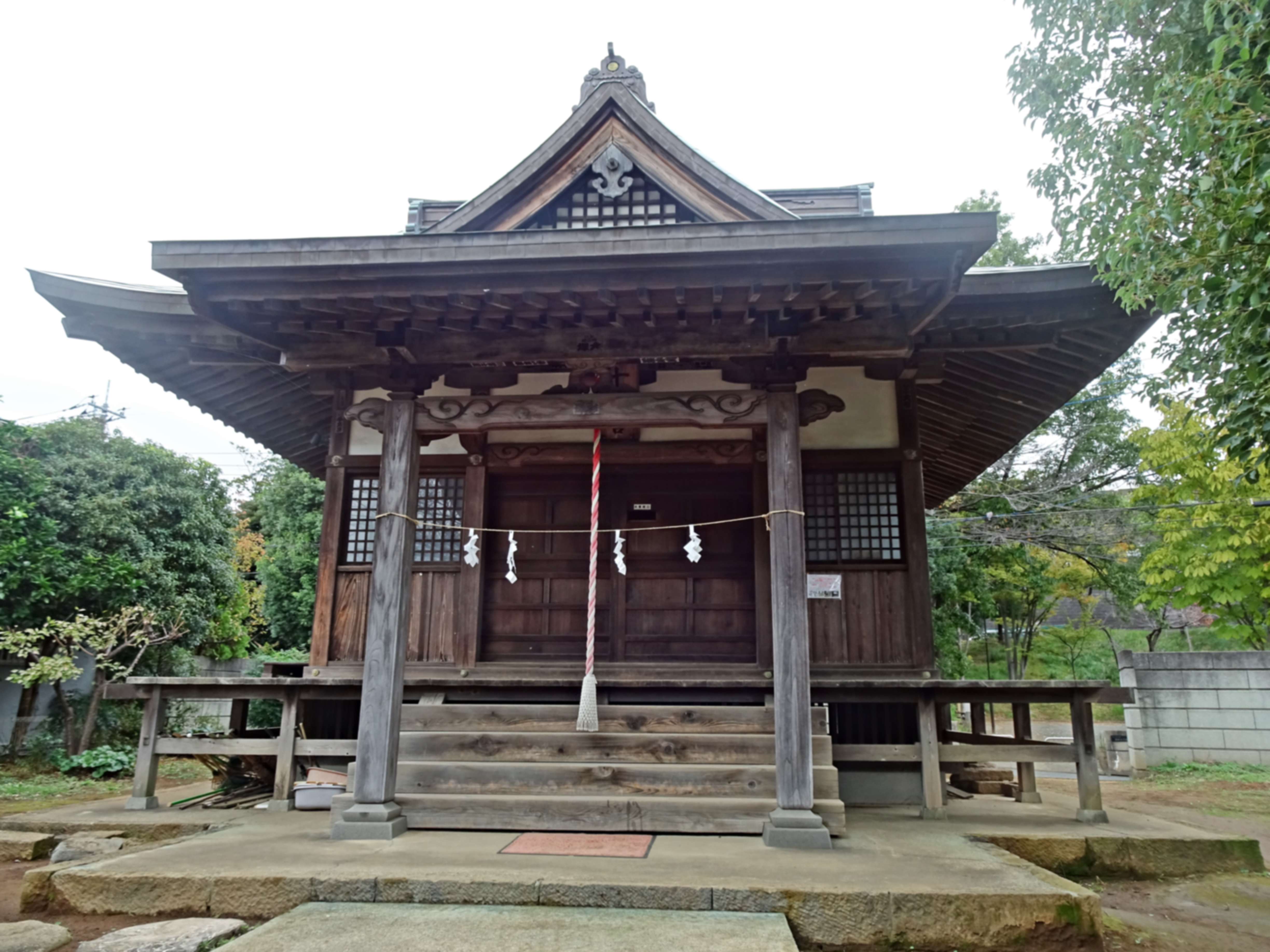
隣接する十社宮

保木薬師堂（ほきやくしどう）は、横浜市青葉区美しが丘西二丁目にある薬師堂。本尊は薬師如来。満願寺の境外仏堂となっている。十社宮（じっしゃぐう）が隣接している。

## 由緒
この薬師堂自体の創建は、天明3年（1783年）とされる。
薬師堂は昔から部落の集会所として利用されてきた。
昭和62年に、保木土地区画整理事業に伴い移転改築し、屋根を茅葺から銅葺に変えた。
大きさは五間四方。
宮殿（厨子）は、1732年（享保17）建立で、入母屋造妻入りの木瓦葺だった。
これも昭和62年に補修されている。

## 文化財
- 神奈川県指定重要文化財
  - 木造薬師如来坐像
    - 鎌倉時代の作で、通常は神奈川県立博物館に所蔵されている。1983年（昭和58年）神奈川県指定重要文化財に指定された。

## 関連文献
- 「石川村 薬師堂」『新編武蔵風土記稿』 巻ノ87都筑郡ノ7、内務省地理局、1884年6月。NDLJP:763987/106。